# Meet Me at the Fair
Meet Me at the Fair is een Amerikaanse muziekfilm uit 1953 onder regie van Douglas Sirk.

## Verhaal
Doc Tilbee is een rondreizende medicijnenverkoper. Hij geeft een lift aan Tad Bayliss, een jongen die weggelopen is van een weeshuis. De slechte leefomstandigheden in dat weeshuis worden intussen onderzocht door Zeralda Wing, die niet weet dat haar verloofde er deels verantwoordelijk voor is.

## Rolverdeling
| Acteur            | Personage         |
| ----------------- | ----------------- |
| Dan Dailey        | Doc Tilbee        |
| Diana Lynn        | Zerelda Wing      |
| Chet Allen        | Tad Bayliss       |
| Scatman Crothers  | Enoch Jones       |
| Hugh O'Brian      | Chilton Corr      |
| Carole Mathews    | Clara Brink       |
| Rhys Williams     | Pete McCoy        |
| Thomas E. Jackson | Billy Gray        |
| Russell Simpson   | Sheriff Evans     |
| George Chandler   | Hulpsheriff Leach |
| Virginia Brissac  | Mevrouw Spooner   |
| John Maxwell      | Mijnheer Spooner  |
| Doris Packer      | Mevrouw Swaile    |
| Edna Holland      | Juffrouw Burghey  |
| George Spaulding  | Gouverneur        |